# Hitman: Sniper
Hitman: Sniper ist ein 2015 erschienenes Shooter-Handyspiel, das von Square Enix Montreal entwickelt und von Square Enix veröffentlicht wurde. Als Hauptcharakter der Hitman-Serie, Agent 47, blickt der Spieler auf seinem Touchscreen-Gerät aus der Egoperspektive durch ein Zielfernrohr auf eine Karte, um mehrere hochrangige Personen zu ermorden, ohne deren Mitarbeiter zu alarmieren. Der Spieler nutzt die Umgebung, um kreative Wege zu finden, diese Ziele zu töten, was manchmal durch sekundäre Ziele möglich wird. Durch den Missionsfortschritt schaltet der Spieler mächtigere Waffen und neue Fähigkeiten frei.
Das Spiel wurde auf der Electronic Entertainment Expo 2014 als Erweiterung des Sniper Challenge-Werbeminispiels aus dem 2012 von Square Enix veröffentlichten Spiel Hitman: Absolution angekündigt. Nach einem langen kanadischen Soft Opening veröffentlichte Square Enix am 4. Juni 2015 Hitman: Sniper für Android und iOS, um allgemein positive Bewertungen zu erhalten. Einige Rezensenten lobten die Klugheit und den Minimalismus des Puzzle-Designs, andere wollten mehr Abwechslung von den aktivitätsreichen Szenarien. In kostenlosen Updates nach dem Start fügte Square Enix einen Zombie-Verteidigungsspielmodus, neue Waffen und ein saisonales Halloween-Thema hinzu. Ein Jahr nach seiner Veröffentlichung blieb Hitman: Sniper Square Enix Montreals größter Umsatzbringer und half bei der Finanzierung der Go-Serie des Studios, für die es besser bekannt ist (siehe Hitman Go).

## Gameplay
Als Agent 47, der Protagonist der Hitman-Serie, wird der Spieler dazu gebracht, mehrere hochrangige Ziele auszuschalten, die sich in drei gehobenen Häusern am See in Montenegro befinden.
Dieses Shooter-Spiel wird durch ein Zielfernrohr aus der First-Person-Perspektive gespielt, sodass Agent 47 nicht anfällig für Gegenangriffe ist, aber die Mission nicht bestehen kann, wenn die Ziele ihn bemerken und das Gelände verlassen. Das Spiel wird zu einem Rätsel, bei dem Ziele so isoliert werden, dass andere in der Nähe nicht alarmiert werden. Der Spieler experimentiert mit alternativen Methoden zum Töten der Ziele, z. B. dem Herausschießen von Glas um Ziele zum Fallen zu bringen, anstatt sie direkt zu töten. Andere Fallen sind das Auslösen von Autoalarmen, um Wachen abzulenken, das Einschalten von Lüftern, um Feinde von Anhöhen zu stoßen und das direkte Fallenlassen eines Ziels in einen Whirlpool. Der Spieler drückt auf den Touchscreen des Geräts, um das Zielfernrohr des Gewehrs zu bewegen, und tippt auf das Fadenkreuz, um zu feuern. Eine Schaltfläche zum erneuten Laden auf dem Bildschirm startet ein Quick-Time-Event, bei dem der Spieler über den Bildschirm wischt, um die Waffe neu zu laden.
Missionen bestehen darin, eines von zehn wichtigen Zielen und ein sekundäres Ziel zu töten, z. B. ein taktisches Töten innerhalb eines bestimmten Zeitraums unter Verwendung einer bestimmten Art von Falle oder das Landen eines Kopfschusses auf einem sich bewegenden Ziel.
Im Verlauf des Spiels schaltet der Spieler neue Waffen und Fähigkeiten als Belohnung für verschiedene Aktivitäten frei: Punkte, die durch das erfolgreiche Töten von Zielen gesammelt wurden, Ranglisten-Platzierungen und Blaupausen-Sammelstücke, die von Zielen abgeworfen wurden. Zu den hinzugefügten Fähigkeiten gehört die Option, die Zeit zu verlangsamen oder Feinde auf dem Bildschirm aufzudecken. Der Spieler kann die Währung im Spiel auch direkt über Mikrotransaktionen kaufen, um den Spielfortschritt zu überspringen und automatisch leistungsstärkere Waffen freizuschalten. Der Spieler kann den Fortschritt zwischen Geräten durch die Facebook-Integration synchronisieren.

## Entwicklung
Hitman: Sniper ist eine Erweiterung des Sniper Challenge-Werbespiels aus dem 2012 von Square Enix veröffentlichten Spiel Hitman: Absolution. Das Team wollte auch die Vorteile untersuchen, die es mit sich bringt, einen Charakter nicht in einer Welt im Spiel bewegen zu müssen. Das Spiel wurde ursprünglich als „enormes Premium-Spiel“ für das iPad mit einem überdurchschnittlichen Preis entwickelt. Es wurde zu einem Free-to-Play-Konzept übergegangen, das ausschließlich durch Mikrotransaktionen der Spieler unterstützt wird. Obwohl letzteres im finalen Spiel verbleibt, entschied sich Square Enix letztendlich, den Spielern das Endprodukt zwischen den beiden Konzepten zu verkaufen.
Square Enix kündigte Hitman: Sniper auf der Electronic Entertainment Expo 2014 an, auf der eine Demo gezeigt wurde. Der Titel war ursprünglich für 2014 geplant. Nach einem langen Soft-Opening in Kanada wurde Hitman: Sniper am 4. Juni 2015 für iOS und Android veröffentlicht.
Wie andere kostenlose Spiele erhielt auch Hitman: Sniper noch Jahre nach seiner Veröffentlichung weiterhin Updates. Das kostenlose Update nach dem Start im Juni 2016 fügte einen Zombie-Modus hinzu – den Death Valley Challenge-Modus, in dem der Spieler einen Menschen gegen das Eindringen von Zombies verteidigt, als dieser versucht, sein Auto zu reparieren. Die Erweiterung hat drei Schwierigkeitsstufen und zusätzliche Waffen-Upgrades und Spielererfolge. Im selben Jahr fügte Square Enix Montreal ein Halloween-Thema und eine limitierte Armbrustwaffe mit besonderen Fähigkeiten hinzu, z. B. den Geist eines Ziels zum Verbündeten des Spielers zu machen.

## Rezeption
Das Spiel erhielt laut Metacritic, einer Bewertungswebsite für Videospiele, „allgemein günstige“ Bewertungen. Gamezebo nannte den Titel unter den besten Handyspielen, die im Juni 2015 veröffentlicht wurden. Die Rezensenten lobten die Klugheit und den Minimalismus seines Puzzle-Designs, erwarteten jedoch mehr Abwechslung von seinen actionreichen Szenarien. Sie bemerkten, wie sie die Charaktere beobachten konnten, sie sich die Routen der einzelnen Charaktere gemerkt und sich später daran erinnert hatten, wie sie auf Überredungsversuche reagierten. Diese Vorhersehbarkeit fühlte sich großartig an, schrieb der TouchArcade-Rezensent, als er instinktiv auf neue Zielkombinationen reagieren konnte, es wiederhole sich die Spielmechanik allerdings häufig. Der Gamezebo-Rezensent dachte dahingehend anders und lobte, dass die Einstellung des Spiels trotz seiner Konsistenz während des Spielens dadurch gespannt bleibe, dass neue Ziele und Probleme, die zu lösen waren, hinzugefügt wurden. Der Kritiker von Pocket Gamer fand, dass die alternativen Methoden des Spiels zum Töten von Zielen durch „Fallen und Tricks“ das interessanteste Element des Spiels sind.
Der Gamezebo-Rezensent lobte besonders das Sounddesign des Spiels und wie es verwendet wurde, um den Spieler auf Rätsellösungen hinzuweisen. TouchArcade lobte, wie sich die spärliche Geschichte des Spiels entwickelte, indem beobachtet wurde, wie die Attentatsziele ihre Zeit auf dem Gelände verbrachten. Der Rezensent bemerkte auch, er ungläubig zusah, wie die Charaktere nach einer Reaktion auf einen Schuss schließlich wieder zum Feiern zurückkehrten, sagte jedoch vor, dass die Easter Eggs des Spiels das ausgleichen würden. Pocket Gamer schrieb, dass das Spiel nicht die Kreativität der Serie erreicht habe, wenn es darum ging, Körper heimlich zu verstecken. Andere Kritikpunkte waren bei Gamezebo, dass das Gleichgewicht bzw. die Schwierigkeit des Spiels durch einige Fähigkeiten unverhältnismäßig werde. TouchArcade war der Meinung, dass das Spiel auf dem iPad besser funktioniert als auf dem kleineren iPhone, und lobte die Funktion, die den Spielfortschritt automatisch synchronisierte, da der iCloud-Dienst von Apple für seinen Kampf um die erfolgreiche Implementierung derselben Funktion bekannt war. Obwohl Square Enix Montreal am besten für seine Go-Serie bekannt ist, war Hitman: Sniper der größte Umsatzbringer des Studios. Als lukrativster Titel trug das Spiel zur Finanzierung der Entwicklung der Go-Serie bei.